# Polytan
Pour le roman d'Ayerdhal, voir Polytan.
Polytan est un fabricant allemand de complexes sportifs en gazon synthétique et de revêtements synthétiques sportifs en polyuréthane dont le siège social se trouve à Burgheim. C’est une filiale de Sport Group Holding GmbH.

## Histoire
L’entreprise a été fondée le 1er janvier 1970 sous le nom de Firl + Schretter Sportstättenbau OHG à Neubourg-sur-le-Danube. L’entreprise s’est spécialisée dans l’installation de revêtements synthétiques à base de polyuréthane destinés à la construction d’installations sportives. Polytan a été enregistrée en tant que marque commerciale la même année,.
Quelques années plus tard, l’entreprise s’est également lancée dans la production de revêtements sportifs à base PU. En 1974, elle a équipé le premier stade de Vienne d’un revêtement synthétique. Depuis 1995, Polytan fabrique également des gazons synthétiques et a acquis à cet effet un site de production situé à Grefrath,.
Depuis 2003, Polytan dispose d’une production entièrement verticale pour ses systèmes de pelouse artificielle. À cet effet, une ligne complète d’extrusion et d’enduction de gazon synthétique a été installée sur le site de production de Grefrath. Toujours en 2003, l’entreprise a participé pour la première fois au FIFA Quality Programme for Football Turf en tant que titulaire de licence et a installé la même année le premier terrain en gazon synthétique certifié par la FIFA.
Dans les années 2000, Polytan a équipé d’autres stades de gazon synthétique et de pistes d’athlétisme, notamment le stade olympique de Munich à l’occasion des 18e Championnats d’Europe d’athlétisme (2002),, le stade de La Paz (Bolivie, 2004), la Red Bull Arena à Salzbourg (2005),, le Stade de Suisse à Berne (2005) ainsi que le Stade de la Maladière du Neuchâtel Xamax FCS (2005). Lors de la Coupe du monde de football des moins de 17 ans au Pérou, Polytan a équipé quatre des cinq sites de compétition,. Le Stade Marcel-Picot de l'AS Nancy-Lorraine à Tomblaine et le Stade du Moustoir du FC Lorient à Lorient ont été également équipés de gazon synthétique Polytan
Lorsque la Fédération allemande de football (DFB) a décidé, dans le cadre d’un projet de promotion des jeunes talents lors de la Coupe du monde de football en Allemagne en 2006, de construire 1000 mini-terrains de jeu en gazon synthétique, c’est Polytan qui a été retenue comme partenaire. Même après la fin du projet, les mini-terrains ont continué à faire l’objet d’une utilisation importante. En 2007, Polytan avait déjà construit plus de 2000 terrains.
De 2007 à 2009, l’entreprise s’est développée en rachetant des entreprises de production et d’installation en Australie, en Allemagne, en France, en Suède et aux États-Unis. Avec l’acquisition de l’entreprise d’installation STI (Sports Technology International), Polytan est, en 2011, devenue pour la première fois FIFA Preferred Producer en tant qu’association de marques Polytan/STI. En 2012, Polytan a ensuite reçu le titre de Preferred Pitch Producer de l’International Rugby Board (aujourd’hui World Rugby) ainsi que celui de Preferred Supplier de la Fédération Internationale de Hockey. Toujours en 2012, Polytan est devenue le fournisseur des terrains de hockey des Jeux olympiques de Londres.
En 2014, Polytan a fait l’acquisition de Team Sports, un fournisseur australien d’installations sportives et de loisirs.
En 2016, Polytan a équipé de pelouse artificielle les terrains de hockey des Jeux olympiques de Rio, et en 2020, ceux des Jeux olympiques de Tokyo. En outre, l’entreprise a également décroché le contrat pour les deux prochains Jeux olympiques à Paris (2024) et à Los Angeles (2028).
Pour la préparation des Jeux Olympiques de Paris 2024, un nouveau terrain de hockey a été équipé d'un système Polytan dès 2020 au CREPS (Centre de Ressources d'Expertise et de Performance Sportives) de Châtenay-Malabry, sur lequel l'équipe de France s'entraîne déjà en vue des Jeux Olympiques.

## Produits
Polytan s’est spécialisé dans les pistes d’athlétisme, les terrains tout temps, les revêtements antichute et les systèmes de gazon synthétique. L’entreprise propose ses produits depuis leur conception jusqu’à leur recyclage.
Les systèmes en gazon synthétique de l’entreprise sont commercialisés sous les marques LigaTurf pour le football, Poligras pour le hockey et LigaGrass pour des applications mixtes. Le gazon synthétique se compose d’une couche élastique, du tapis en gazon et de ce que l’on appelle le remplissage. Ce remplissage du tapis de gazon peut être composé de sable, d’un mélange de sable et de liège ou d’un mélange de sable et de granulats élastomères.
Avec la marque de produits Laykold, Polytan produit un revêtement multifonctionnel qui est également utilisé sur les courts de tennis et de basket-ball. Celui-ci est notamment utilisé lors de l'US Open. Entre autres, Laykold a également été posé lors de l'Open de Saint-Brieuc 2022 en France.
Dans le domaine des pistes d’athlétisme, Polytan est surtout connu pour ses pistes Rekortan. Dans le domaine des revêtements synthétiques, Polytan propose également la marque PolyPlay. Elle est utilisée sur les terrains de jeux, dans les jardins d’enfants, dans les sports scolaires ou de loisir, sur les installations de parcours de santé, ou encore sur les mini-terrains et les terrains tout temps.
Depuis 2007, Polytan propose également des mini-terrains entièrement équipés, appelés PolyPlay Arena. Outre le gazon et les sols en matière synthétique, ces mini-terrains comprennent les buts, les clôtures et les filets pare-ballons. L’Arena est également proposée dans une version autostable qui ne nécessite pas de fondation et qui peut être utilisée sur des revêtements de sol préexistants.
Polytan commercialise des systèmes numériques d’analyse de performance sous la marque Polytan SMART. Ceux-ci fonctionnent avec une ceinture de course conventionnelle et une application pour smartphone.

## Structure de l’entreprise
Les directeurs généraux de Polytan sont Gregor Gaisböck et Mathias Schmidt.
Le siège social de Polytan est situé à Burgheim, mais l'entreprise possède également deux autres sites à Berlin et à Halle. En Europe, il y a également les sites principaux de Stokenchurch (Royaume-Uni) et de Glisy (France). En 2019, le siège d'Amiens a déménagé à Glisy, à cinq kilomètres de là, car les locaux de Polytan étaient devenus trop petits. Le site de Glisy emploie 33 personnes.
En dehors de l’Europe, Polytan possède également des filiales à Melbourne (Australie),Hong Kong et Wellington (Nouvelle-Zélande). Le site de production de Polytan est situé à Grefrath.
Polytan comptait 291 employés en 2021.

## Ecoresponsabilité
Depuis 2018, Polytan se concentre sur le thème de l'écoresponsabilité, par exemple avec le lancement en 2020 du premier gazon synthétique neutre en CO2 (LigaTurf Cross GT zero) au monde fabriqué à partir de ressources biosourcées et l’utilisation d’électricité verte pour sa production. Celui-ci a par exemple été posé à Eysines (France), qui possède désormais le premier terrain de football équipé d'un gazon synthétique climatiquement neutre.
Le gazon synthétique biosourcé répond aux exigences d'écoresponsabilité et de respect de l’environnement. Ainsi, les fibres sont composées jusqu’à 70% de polyéthylène 
biosourcé obtenu à partir de canne à sucre brésilienne. Polytan se procure ses matériaux auprès de l’entreprise brésilienne Braskem.
Le recyclage constitue une autre thématique importante. Ainsi, depuis 2022, Polytan propose le recyclage complet du gazon synthétique via sa société sœur FormaTurf. En outre, Polytan élargit sa gamme de produits en utilisant des matières plastiques recyclées dans le gazon.
Depuis 2021, Polytan collabore également avec la multinationale chimique allemande BASF au sein de Sport Group. Ensemble, ils développent et commercialisent le revêtement antichute Infinergy.

## Critiques
En 2019, les terrains en gazon synthétique en Allemagne se sont retrouvés au cœur d’un débat sur les microplastiques,, car une étude de Fraunhofer sur les microplastiques a souligné les dangers des granulats de caoutchouc qui pourraient se répandre dans l’environnement. D’autres instituts comme la RAL Gütegemeinschaft et l’Institut allemand de normalisation arrivent à un peu plus d’un dixième de la valeur publiée par Fraunhofer. L’utilisation des granulats en caoutchouc comme matériau de remplissage améliore les performances de jeu et protège les sportifs contre les blessures grâce à son élasticité. En raison de sa taille de trois à cinq millimètres, il entre formellement dans la catégorie des microplastiques, bien que la version moderne soit composée à 70% de matières naturelles et à 30% de caoutchouc synthétique.